# 2C-B
2C-B, eller 4-brom-2,5-dimethoxyphenethylamin (Bromo, Nexus, Venus) er et syntetisk psykedelium udviklet af den amerikanske kemiker Alexander Shulgin i 1974. Stoffet blev publiceret og kommenteret i hans udgivelse PiHKAL (Phenethylamines I Have Known And Loved), hvor dosen er angivet som ml. 16-24mg, oralt. Stoffet kan både indtages oralt (spises) og nasalt (gennem næsen).

## Oprindelse og historie
2C-B blev syntetiseret fra 2,5-dimethoxybenzaldehyd af Shulgin i 1974. Det blev mødt med accept fra det psykoterapeutiske miljø, som anvendte det som et lovligt og mildere alternativ til LSD og psilocybin. 2C-B blev hurtigt et foretrukkent stof til psykedelisk terapi, idet manglen på alvorlige bivirkninger og den korte virkningsvarighed gjorde det betydeligt nemmere at arbejde med end alternativerne. Hurtigt efter det blev populært i psykiaterkredse, blev det populært som et rekreationelt psykedelikum og afrodisikum under navnet Eros, fremstillet af det tyske medicinalselskab Drittwelle.

## Giftighed og dosis
Overdoser af 2C-B er blevet overlevet selv ved indtagelse af 200mg (dog med blackouts og psykotisk adfærd), eller ca. 9 gange den af Shulgin højeste anbefalede dosis. Normalt rekreativt brug involverer doser ml. 15-40 mg. Effekten stiger eksponentielt med dosen, og ved høje doser er voldsomme visuelle effekter almindelige.

## Farmakologi
2C-B er en serotonin(undertype 2a) – 5-HT2a-agonist ligesom LSD, psilocybin og meskalin.

## Effekt

### Mentale
- Lavdosis afrodisikum (5-10mg p.o.)
- Kraftige visuelle forstyrrelser (Visuals) ved højere doser med bølgelignende karakter
- Eufori eller dysfori
- Øget opmærksomhed på kroppen og dens processer

### Fysiske
- Kvalme, værre ved højere doser
- Pupiludvidelse